# Demeter (satélite)
Demeter (acrônimo de Detection of eletromagnética Emissions from Transmitted Earthquake Regions) é um satélite artificial do CNES lançado em 29 de junho de 2004 a partir do Cosmódromo de Baikonur por um foguete Dnepr.

## Características
O Demeter é um satélite francês dedicado a monitorar a atividade eletromagnética da ionosfera durante e depois de terremotos para tentar estabelecer uma relação entre os dois fenômenos.

## Instrumentos
O Demeter levava a bordo os seguintes instrumentos:
- várias sondas para a medição do campo elétrico (a frequências entre 0 e 3 MHz).
- várias sondas para a medição do campo magnético (a frequências entre 10 Hz e 18 kHz).
- um analisador de plasma.
- uma sonda de Langmuir.
- um detector de partículas.